# Giusy Augetto
Giuseppina Augetto, detta Giusy (Petralia Sottana, 4 aprile 1980), è un'ex cestista italiana.
Playmaker di 165 cm, ha giocato in Serie A1 con Termini Imerese e Ribera.

## Carriera
Dopo 3 stagioni in Serie A1 con la Libertas Termini, il titolo sportivo della squadra passa a Ribera, dove prende il nome di Ares Ribera.
Con l'Ares Augetto gioca nella stagione 2003-2004, disputando 14 partite e 28 punti totali.
Nel 2004 passa alla Futura Licata dove disputa due stagioni in serie B d'Eccellenza Femminile.
Nel 2006 torna a giocare nel Basket Himera di Termini Imerese.
Nel settembre 2010 passa in forza alla Orlando Basket, compagine di Serie B d'Eccellenza di Capo d'Orlando.
A settembre 2011 passa in forza alla A.D. Azzurra Basket Patti, compagine di Serie B Nazionale femminile. Nella seconda stagione in maglia pattese, registra una media di 3,3 punti a partita.

## Statistiche
Dati aggiornati al 30 giugno 2013
| Stagione        | Squadra                 | Competizione | Partite | Partite | Partite | Statistiche tiro | Statistiche tiro | Statistiche tiro | Altre statistiche | Altre statistiche | Altre statistiche | Altre statistiche | Altre statistiche |
| Stagione        | Squadra                 | Competizione | Pres.   | Titol.  | Minuti  | Tiri da 2        | Tiri da 3        | Liberi           | Rimb.             | Assist            | Rubate            | Stopp.            | Punti             |
| --------------- | ----------------------- | ------------ | ------- | ------- | ------- | ---------------- | ---------------- | ---------------- | ----------------- | ----------------- | ----------------- | ----------------- | ----------------- |
| 1996-1997       | Libertas Termini        | Serie A2/E   |         |         |         |                  |                  |                  |                   |                   |                   |                   |                   |
| 1997-1998       | Libertas Termini        | Serie A2/E   |         |         |         |                  |                  |                  |                   |                   |                   |                   |                   |
| 1998-1999       | Libertas Termini        | Serie A2     |         |         |         |                  |                  |                  |                   |                   |                   |                   |                   |
| 1999-2000       | Libertas Termini        | Serie A2     |         |         |         |                  |                  |                  |                   |                   |                   |                   |                   |
| 2000-2001       | Vini Corvo Termini      | Serie A1     | 22      |         | 183     | 7/23             | 6/24             | 7/9              | 15                | 2                 | 17                |                   | 33                |
| 2001-2002       | Libertas Termini        | Serie A1     | 26      |         |         |                  |                  |                  |                   |                   |                   |                   | 153               |
| 2002-2003       | De Gasperi Termini      | Serie A1     | 17      |         | 303     | 6/33             | 2/12             | 6/11             | 17                | 2                 | 13                |                   | 24                |
| 2003-2004       | Ares Ribera             | Serie A1     | 14      | 0       | 192     | 7/10             | 3/9              | 5/6              | 18                | 3                 | 15                | 0                 | 28                |
| 2004-2005       | Futura Licata           | Serie B1     |         |         |         |                  |                  |                  |                   |                   |                   |                   |                   |
| 2005-2006       | Futura Licata           | Serie B1     |         |         |         |                  |                  |                  |                   |                   |                   |                   |                   |
| 2006-2007       | Basket Himera           | Serie B1     |         |         |         |                  |                  |                  |                   |                   |                   |                   |                   |
| 2007-2008       | Diamond Card Termini    | Serie B1     |         |         |         |                  |                  |                  |                   |                   |                   |                   |                   |
| 2008-2009       | Ecolink Energia Termini | Serie B1     |         |         |         |                  |                  |                  |                   |                   |                   |                   |                   |
| 2009-2010       | Basket Himera           | Serie B2     |         |         |         |                  |                  |                  |                   |                   |                   |                   |                   |
| 2010-2011       | La Mia Valle Orlando    | Serie B1     |         |         |         |                  |                  |                  |                   |                   |                   |                   |                   |
| 2011-2012       | Azzurra Basket Patti    | Serie B      | 13      |         |         |                  |                  |                  |                   |                   |                   |                   | 43                |
| 2012-2013       | Azzurra Basket Patti    | Serie B      | 15      |         |         |                  |                  |                  |                   |                   |                   |                   | 50                |
| Totale carriera |                         |              |         |         |         |                  |                  |                  |                   |                   |                   |                   |                   |